# Cafundo kreolski jezik
Cafundo kreolski jezik (ISO 639-3: ccd), kreolski jezik kojim je govorilo 40 ljudi (1978 M. Gnerre) u selu Cafundó u brazilskoj državi São Paulo. Temelji se na portugalskom jeziku s velikim brojem riječi iz bantu jezika porijeklom iz Angole i Mozambika.
U običnom govoru stanovnici sela se služe portugalskim [por] dok cafundo služi kao tajni jezik.

## Vanjske poveznice
- Ethnologue (14th)
- Ethnologue (15th)